# Sympycnus ignavus
Sympycnus ignavus är en tvåvingeart som beskrevs av Octave Parent 1933. Sympycnus ignavus ingår i släktet Sympycnus och familjen styltflugor. Inga underarter finns listade i Catalogue of Life.